# Новопавловка (Баштанский район)
Новопа́вловка (укр. Новопавлівка) — село в Баштанском районе Николаевской области Украины.
Основано в 1840 году. Население по переписи 2001 года составляло 730 человек. Почтовый индекс — 56137. Телефонный код — 5158. Занимает площадь 2,481 км².

## Местный совет
56137, Николаевская обл., Баштанский р-н, с. Новопавловка, ул. Ленина, 27